# ノシメマダラメイガ
ノシメマダラメイガ（漢字： 熨斗目斑螟蛾，学名：Plodia interpunctella）は、鱗翅目（チョウ目）メイガ科に属する昆虫。ノシメコクガとも表記される。体長は７～８mm程度の小さな蛾である。幼虫は植物油脂が豊富な種子を食害する害虫として知られ、玄米の胚芽部と糠層を食害したり、チョコレート、トウガラシをも食害する。なお、幼虫は何を食べても暗赤色の粒状の糞をするが、そのメカニズムはいまだ解明されていない。

## 名称の由来
成虫の羽の模様が着物の熨斗目に似ていることから名づけられた。

## 利害
保存してある米を食害することが知られる。毒性はないため、中身を陰干しまたは天日に干し、精米すれば、多少食味は落ちているが、十分食べることができる。
地方によって、これを「こくぞうむし（穀象虫）」ともいうが、コクゾウムシは鞘翅目であり別種。

## ギャラリー

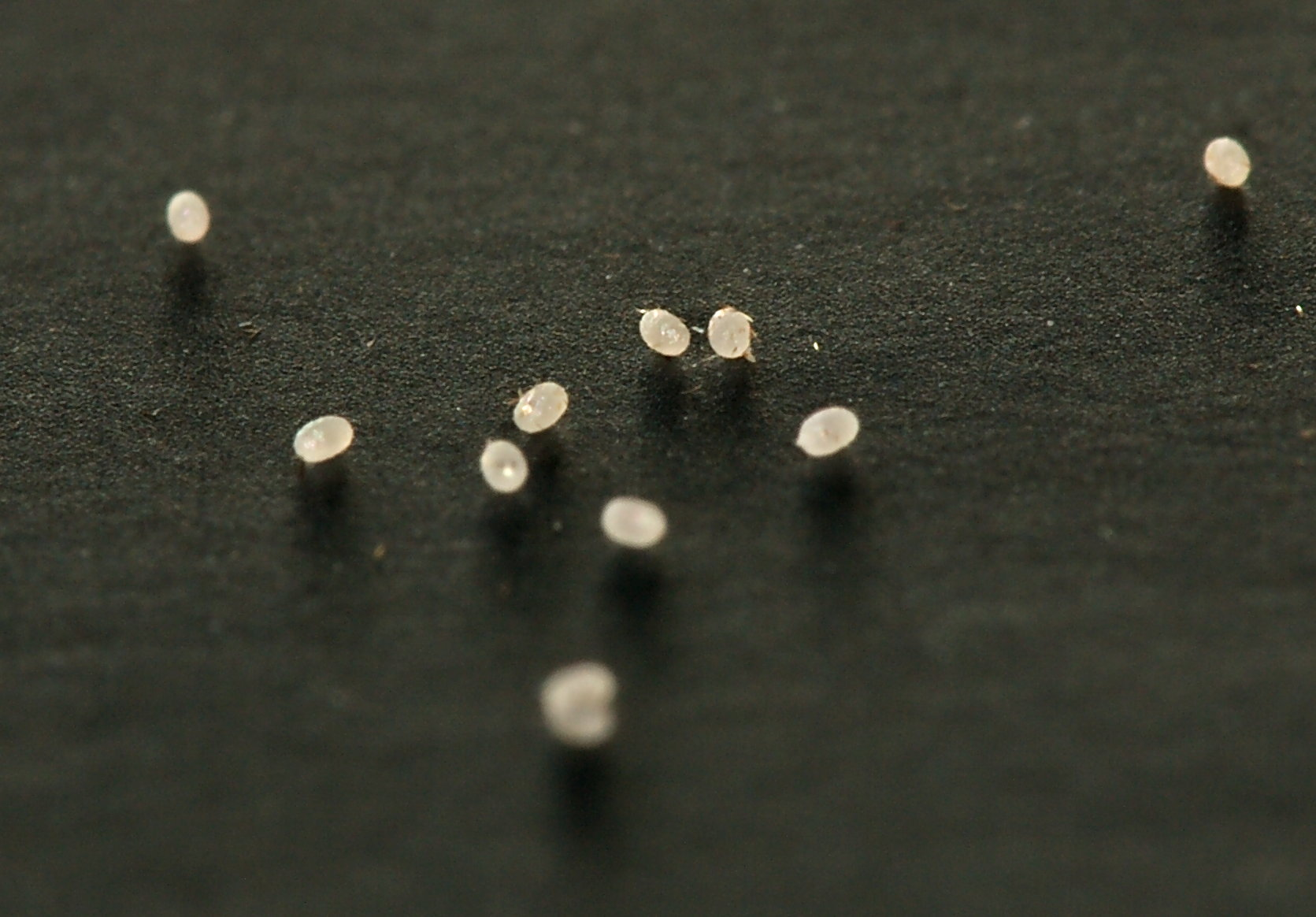
卵
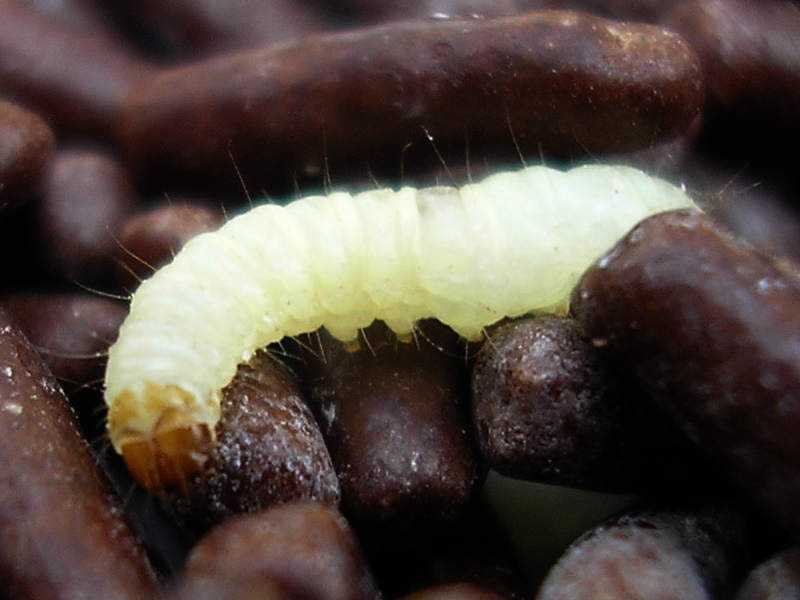
穀物を食害する幼虫
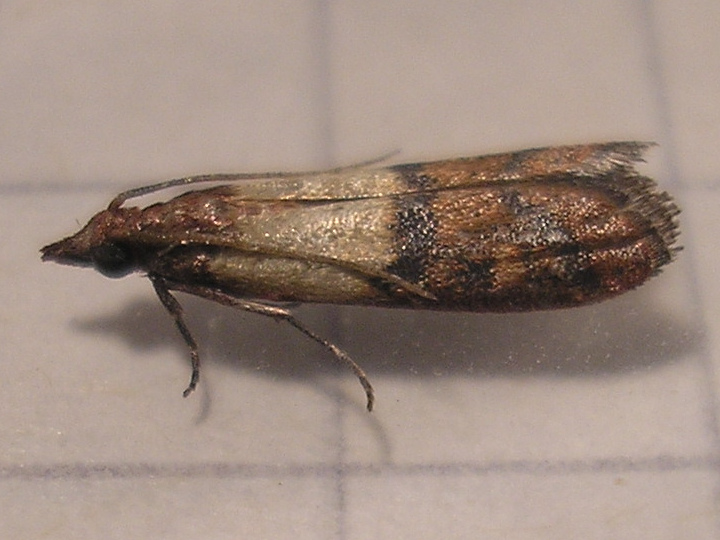
成虫

## 参考資料
1. ↑  松沢寛 , 福永隆子 (1968)『香川県におけるノシメマダラメイガ(ノシメコクガ)の発生経過について(予報)』香川生物 4, 8-9
2. ↑  安富和男『へんな虫はすごい虫』講談社、1995年6月、24-25頁。
3. ↑  http://www.nfri.affrc.go.jp/yakudachi/gaichu/zukan/28.html